# Là où les tigres sont chez eux
 (décembre 2018).
Là où les tigres sont chez eux est un roman de Jean-Marie Blas de Roblès paru en 2008 aux éditions Zulma. Ce roman a reçu le prix Médicis, le prix du jury Jean-Giono et le prix du roman Fnac la même année que sa parution. 

## Résumé
Ce roman fleuve, à l'image de l'Amazone, met en scène de manière parallèle les trajectoires de vie de différents personnages du Brésil contemporain et de l'Europe baroque du XVIIe siècle. L'auteur y fait montre d'une culture importante. Une étude quelque peu fouillée de l'œuvre nous révèle que l'auteur évite, parmi la kyrielle de personnages qui apparaissent au fil des pages, l'écueil d'une juxtaposition d'itinéraires individuels isolés. Il semble que malgré les divergences d'époque, de lieu et d'aspirations de chacun, l'unité du récit provient du fait que les personnages mis en jeu paraissent osciller entre ceux qui sont mus par des valeurs et ceux qui ont en font fi, d'où une césure perpétuelle entre l'inclination à la vertu et le penchant au vice.[non neutre]

## Personnages
Les jésuites
- Athanase Kircher : jésuite à l'érudition hors du commun. Sa culture encyclopédique et son insatiable curiosité en font une personnalité incontournable du milieu religieux et universitaire à l'âge baroque.
- Caspar Schott : disciple et élève de Kircher. Narrateur des différents exploits créatifs et scientifiques de son maître à travers l'Europe des années 1600.

Les géologues
- Elaine : ex-femme d'Eléazard.
- Dietlev : ami de longue date d'Elaine.
- Mauro : étudiant en géologie. Fils de Moreira.
- Milton : universitaire carriériste, couard et imbu de sa personne.
- Herman Petersen : trafiquant de drogue qui emmène en bateau les géologues en expédition en plein cœur de la forêt amazonienne. Profil nazi.
- Yurupig : Indien prenant part à l'expédition.
- Hernando : accompagnateur.

Les gens de peu
- Nelson : jeune infirme des favelas de Piramb contraint à faire l'aumône aux carrefours.
- L'Onclé Zé : camionneur ami de Nelson.

Les puissants
- Le colonel Moreira : gouverneur cynique de la région.
- Carlotta : épouse de Moreira.

Les délurés
- Moéma : étudiante en ethnologie. Fille d'Eléazard et d'Elaine. Petite amie de Thaïs en début de roman.
- Thaïs : projette d'ouvrir un bar avec Moéma.
- Roetgen : professeur de Moéma et Thaïs.
- Aynoré : amant indien de Moéma au milieu du roman.

Le couple phare
- Eléazard von Wogau : correspondant de presse chargé de faire la biographie de Kircher.
- Loredana : journaliste côtoyant Eléazard à titre amical.
- Soledade : jeune Brésilienne s'occupant des tâches ménagères au domicile d'Eléazard.

## Style
L'auteur jongle aisément entre la langue précieuse et ampoulée du XVIIe siècle[non neutre], les jurons portugais brefs et des réflexions en allemand. On notera également l'emploi du latin pour la description de quelques scènes érotiques torrides, comme pour exorciser l'obscénité ; des traductions en bas de page permettent toutefois au lecteur non latiniste de suivre le récit.

## Anecdote
Le roman commence par les paroles de l'ara d'Eléazard (qui s'appelle Heidegger) et qui ne cesse de déclamer : « L'homme a la bite en pointe ! Haarrk ! L'homme a la bite en pointe ! » On apprend plus tard qu'il s'agit là de la déformation par le perroquet de la phrase « L'homme habite en poète. »
Le titre du roman est tiré cette citation de Goethe : 
« Ce n'est pas impunément qu'on erre sous les palmiers et les idées changent nécessairement dans un pays où les éléphants et les tigres sont chez eux ».

## Prix littéraires
- Prix du roman Fnac 2008.
- Prix du jury Jean-Giono 2008.
- Prix Médicis 2008

## Éditions
- Là où les tigres sont chez eux, éditions Zulma, 2008  (ISBN 9-782-84304-457-1)